# サンデー・ドクター
『サンデー・ドクター』（さんでー・どくたー、Sunday Doctor）は、読売テレビで2009年10月18日から2014年3月30日まで放送された関西ローカルの健康情報番組である。

## 番組概要
- 1975年4月6日から2009年10月11日まで、述べ34年半放送された『テレビドクター』が終了したのに伴う続編として開始された。
- 番組では毎回健康・医療情報に関する様々な話題、最新の医療技術やセルフメディケーションによる健康管理方法などについて、専門の医師らの解説で詳しく紹介する。
- 前番組では1回で紹介したが、医療情報の情報量の多く、更に詳しい情報を紹介する為、2週1回方式で紹介している。
- 聞き手は、2010年9月26日まで植村なおみ（当時読売テレビアナウンサー）が1年間担当、10月3日からは4人のナビゲーターが週代わりで登場した｡
- 協賛スポンサー 「テレビドクター」に引き続き、武田薬品とその武田グループ各社提供による番組だった。

## 放送時間
- 毎週日曜5:50 - 6:00
  - 毎年8月の『24時間テレビ 「愛は地球を救う」』編成時や年末年始は休止となっていた。
  - 2013年9月8日は『上田晋也のGoing!特別版 2020年五輪開催地決定の瞬間』（3:20 - 6:00、当初予定より30分延長）放送に伴い、9月8日6:00 - 6:10に10分繰り下げて放送された。

## ナビゲーター
- 森まどか
- 清老寛子
- 富永麻里子
- 御秒奈々

## スタッフ
- 制作協力：ytv Nextry（2011年1月30日までは映像企画）
- 制作著作：ytv